# CHIT CHAT RADIO
『CHIT CHAT RADIO』（チットチャットラジオ）は、2020年3月30日から2024年3月28日まで西日本放送ラジオで放送していた午後の生ワイド番組。「CHIT CHAT」とは「世間話・おしゃべり」の意。

## 概要
11年にわたって放送した『気ままにラジオ 雨の日晴れの日曇りの日』の後番組として放送を開始した。前番組とは異なり、月曜から木曜までの放送となった。
2024年3月28日をもって当番組が終了することを2024年3月11日放送の番組内及び西日本放送ラジオの公式Xで発表した。
投稿の際に本文に挨拶として「こんにチット (CHIT)」と記入すると、採用された際にパーソナリティーが「こんにチャット (CHAT)」と返した。
番組終了後は文化放送（QR）製作の『大竹まこと ゴールデンラジオ』『長野智子アップデート（16時まで）』のネット受けに変更、自社の日中のワイドは夕方の『RNC TODAY』と統合した『RNCイヴニング415』に移行した。

## 放送時間
- 毎週月曜 - 木曜 13:00 - 16:20（2020年3月30日 - 2021年3月25日）
- 毎週月曜 - 木曜 13:00 - 16:15（2021年3月29日 - 2024年3月28日）

## パーソナリティー
- 月曜：奥田麻衣、原博文
- 火曜：亀谷哲也、植松恭子
- 水曜：仁多田まゆみ、坂東栄治
- 木曜：石橋雅子、村上モリロー

### 過去の担当者
- 香川秀夫

植松、仁多田、香川、石橋は『気ままにラジオ 雨の日晴れの日曇りの日』から続投。

## ラジオカーレポーター
- 火曜：青木夏奈
- 水曜：植松恭子
- 木曜：野並正佑

### 過去の担当者
- 白井美由紀

植松と白井は『気ままにラジオ 雨の日晴れの日曇りの日』から続投。